# Alcantarea vinicolor
Alcantarea vinicolor é uma espécie de  planta do gênero Alcantarea e da família Bromeliaceae.

## Taxonomia
A espécie foi descrita em 1995 por Edmundo Pereira e Raulino Reitz.
O seguinte sinônimo já foi catalogado:  
- Vriesea vinicolor  E.Pereira & Reitz

## Forma de vida
É uma espécie rupícola e herbácea.

## Conservação
A espécie faz parte da Lista Vermelha das espécies ameaçadas do estado do Espírito Santo, no sudeste do Brasil. A lista foi publicada em 13 de junho de 2005 por intermédio do decreto estadual nº 1.499-R.

## Distribuição
A espécie é endêmica do Brasil e encontrada no estado brasileiro do Espírito Santo.
A espécie é encontrada no domínio fitogeográfico de Mata Atlântica, em regiões com vegetação de vegetação sobre afloramentos rochosos.